# Песчаник

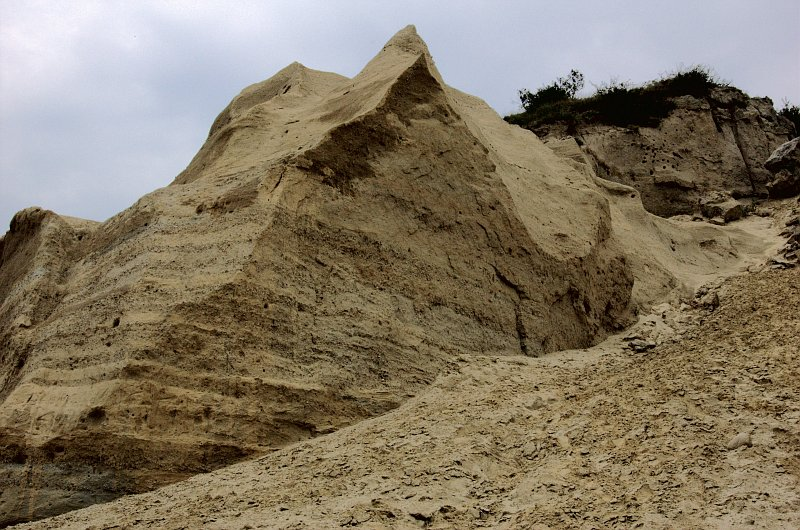
Песчаник, Малые Карпаты

Песча́ник — обломочная осадочная горная порода, представляющая собой однородный или слоистый агрегат обломочных зёрен размером от 0,05 мм (по российским критериям) или от 0,0625 мм (по зарубежным критериям) до 2 мм (песчинок), связанных каким-либо минеральным веществом (цементом).
Песчаники образуются в результате разрушения горных пород, переноса обломков водой или ветром и отложения с последующей цементацией. Степень окатанности обломков и степень отсортированности по величине зёрен указывают на протяжённость переноса обломков от места первоначального образования. В подавляющем большинстве разновидностей песчаников преобладает кварц, как наиболее устойчивый физически и химически минерал.

## Минеральный состав песчаников

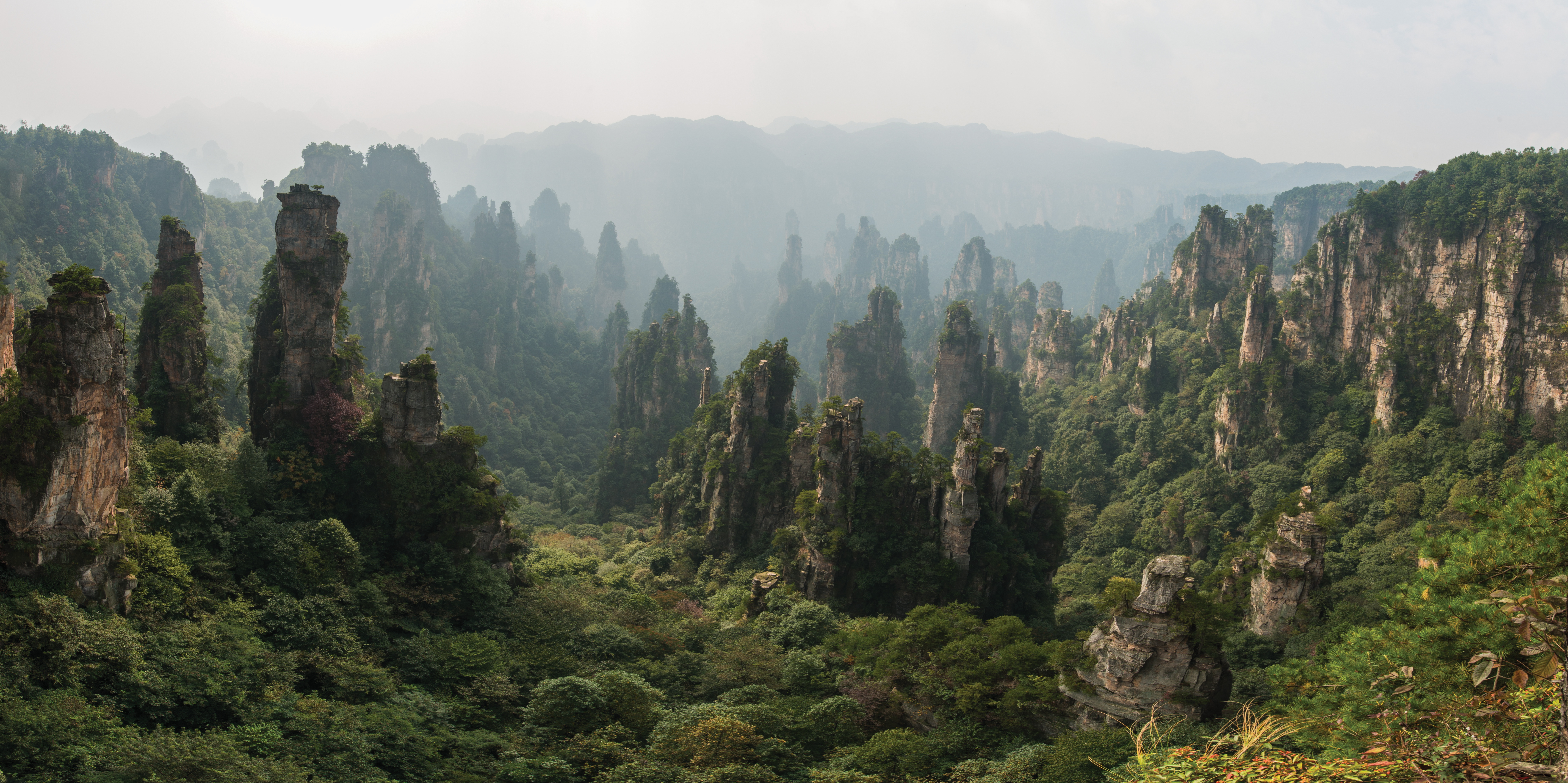
Столбы из песчаника в национальном лесном парке Чжанцзяцзе (Китай)

Породообразующими минералами являются кварц, полевые шпаты, слюда, глауконит. Также могут присутствовать обломки горных пород. Второстепенные и акцессорные (примесные, составляющие очень незначительное количество) минералы обычно представлены чаще всего магнетитом, ильменитом, гранатом, рутилом, цирконом, турмалином. Цементирующее обломочный материал вещество по составу бывает относительно чисто глинистым (гидрослюды, каолинит и др.), известковым (кальцит, доломит, реже железистые карбонаты), кремнистым (опал, халцедон, кварц), железистым (окислы и гидроокислы железа), иногда хлоритовым, цеолитовым, фосфатным, сульфатным или смешанным.

## Классификация песчаников
Песчаники обычно классифицируются по минеральному составу обломочного материала. Выделяют мономиктовые (мономинеральные), олигомиктовые (обломки представлены двумя минералами) и полимиктовые (обломки представлены более чем двумя минералами) разновидности.
К мономинеральным песчаникам относятся широко распространённые кварцевые песчаники, более 90 % обломочного материала которых составляет кварц, а также сравнительно редко встречающиеся полевошпатовые и глауконитовые песчаники.
К олигомиктовым часто относят полевошпатово-кварцевые, слюдисто-кварцевые и др. (с содержанием кварца 60—90 %).
Среди полимиктовых разновидностей выделяют:
- аркозы (аркозовые песчаники) — песчаники с заметным преобладанием полевых шпатов над кварцем или по другой классификации песчаники, образовавшиеся после разрушении гранитов и гнейсов и характеризующиеся помимо кварца и полевых шпатов присутствием слюды или хлорита;
- граувакки (граувакковые песчаники) — песчаники, имеющие сложный состав, в частности содержащие большое число обломков горных пород, и цемент из тонкозернистого обломочного материала (алевритовой и пелитовой размерности). По другой классификации граувакка — грубозернистый (размер зёрен от 1,5 до 2,0 мм) песчаник с тёмным аргиллитовым цементом, содержащим слюдистые и хлоритовые минералы.

Песчаник, в котором преобладает пирокластический (вулканогенный) материал, называется туфогенным.
В строительстве и декоративно-прикладном искусстве терминологически выделяют много разновидностей песчаника:
- Песчаник-ракушечник представляет собой скопление обломков ракушек, которые образуют пористую структуру.
- Оолитовый песчаник — это камень с воздушной структурой, которая образована маленькими шариками, сцементированными между собой.
- Пизолитовый песчаник — такой же, как и оолитовый, но шарики имеют больший размер.
- Литографический песчаник — очень плотный и однородный камень, применяемый в литографии.

## Физические свойства
Плотность песчаника 2225—2670 кг/м³; пористость 0,69—0,70 % (по другим данным — 3,5—30 %); водопоглощение 0,63—6,0 %. Наиболее высокие физико-механические свойства имеет песчаник с кремнистым и карбонатным цементирующим веществом, худшие — с глинистым. Огнеупорность песчаника также различна, наивысшая (до 1700 °C) характерна для чистых кварцевых песчаников с кремнистым цементом. Некоторые динамические параметры сейсмических и акустических волн при распространении в песчанике являются также предметом исследований.

## Значение песчаников

К песчаникам приурочены месторождения различных полезных ископаемых. Песчаники, благодаря своей высокой пористости и проницаемости, являются прекрасными коллекторами (ловушками) для газа, нефти или воды. С медистыми песчаниками связаны крупнейшие медные месторождения, как Жезказган, Удокан и другие.
Песчаник широко применяется в строительстве в качестве стенового и облицовочного материала, бутового камня, щебня различного назначения.
Кварцевый песчаник с содержанием кремнезёма SiO2 выше 95 % используется для производства динаса, в качестве флюса при выплавке меди и никеля, для изготовления стекла и другие.